# Immortal Bach

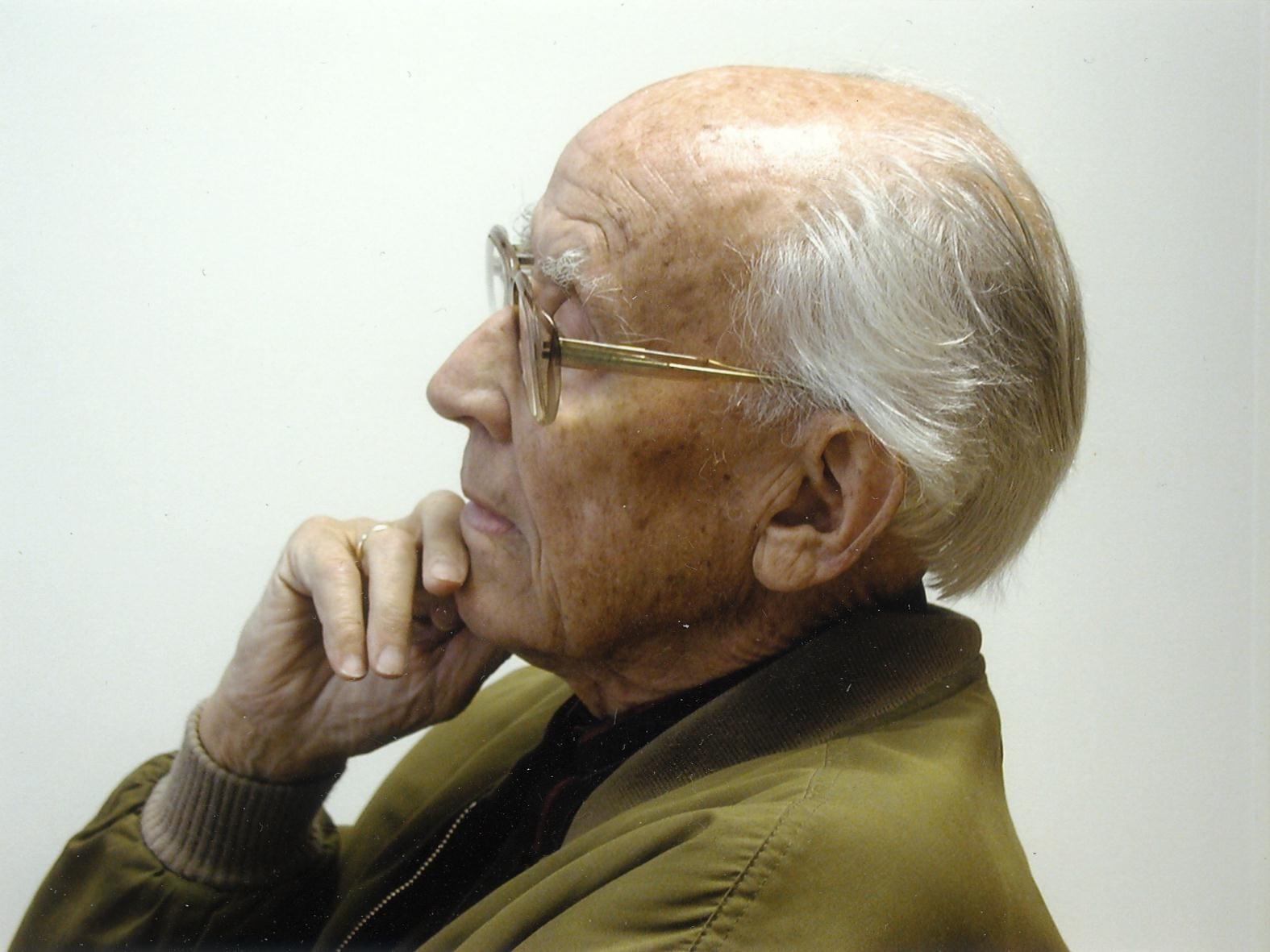
Knut Nystedt (2007)

Immortal Bach („Unsterblicher Bach“), op. 153b, ist eine A-cappella-Komposition für gemischten Chor (SATB), der in fünf gleiche SATB-Gruppen aufgeteilt ist. Das Stück entwickelte der norwegische Komponist Knut Nystedt aus den ersten beiden Zeilen des Sterbeliedes Komm, süßer Tod BWV 478 von Johann Sebastian Bach. Das ca. fünf Minuten lange Stück wird nach einem bestimmten Schema gesungen (die Aufführungsanweisungen variieren je nach Ausgabe), sodass sich die Chorstimmen des vierstimmigen Choralsatzes zu Klang-Clustern auffächern.

## Entstehung
Nystedt wuchs in einer christlich geprägten Familie auf, in der das Singen von Kirchenliedern und die klassische Musik zum täglichen Leben gehörten. Er gründete 1950 das Vokalensemble Det Norske Solistkor, das er bis 1990 leitete. Unter seinen etwa 300 Chorwerken, die ungefähr drei Viertel seines Schaffens ausmachen, finden sich viele geistliche Stücke, darunter De Profundis, op. 54, eine Vertonung von Psalm 130 (1966), und Missa brevis, Op. 102 (1984).
Als Jahr der Komposition wurde in einer Besprechung 1987 angegeben; 1988 erschien Immortal Bach das erste Mal in einem Musikverlag. 1990 dirigierte Nystedt sein Stück am Ende seines letzten Konzerts mit Det Norske Solistkor.

## Musik
Immortal Bach ist eine Bearbeitung der ersten Zeile von Komm, süßer Tod, einem Sterbelied für Stimme und Basso continuo, das Bach zu Schemellis Gesangbuch beitrug (BWV 478). Der Text, den Nystedt verwendete, lautet: „Komm, süßer Tod. Komm, sel’ge Ruh’. Komm führe mich in Friede.“ Nystedt harmonisierte den Abschnitt für Chor a cappella. Der Chor singt zunächst diesen vierstimmigen Satz. Was folgt, gehorcht einer Aufführungsanweisung, die je nach Ausgabe/Verlag unterschiedlich ist.
Die Erstausgabe des Norsk Musikforlag von 1988 enthält folgenden Anweisungen auf Norwegisch und Englisch:
- Dann: Alle beginnen auf "Komm" und halten den Akkord 4 Sekunden lang und singen – ohne Pause – die ersten 2 Takte nach folgendem Schema: Die einen halten jede Viertelnote 4 Sekunden, die anderen: 6-8-10-12 Sekunden (den Chor in fünf SATB-Gruppen teilen). Wenn ihr zum "Tod" kommt, haltet eure Note, bis alle ihre Note auf "Tod" singen.

- Die Soprane beginnen die 2. Phrase und halten das Es 4 Sekunden lang, bevor die ATB gleichzeitig einsteigen; und alle singen die 2. Phrase nach dem Schema, wobei sie ihre Note auf "Ruh" halten, bis alle ihre Note auf "Ruh" singen.

- Alle beginnen gemeinsam mit Takt 5 und singen nach dem Schema, wobei sie die letzte Note halten, bis alle ihre Note auf "-de" singen. Der Akkord wird mit der Fermate ausgehalten. (Übersetzt mit DeepL.com kostenlose Version)

Das Chorbuch für gemischte Stimmen "4 voices" des Helbling-Verlages bietet folgende Anweisungen an:
- Bei der Wiederholung beginnen alle mit dem Wort "Komm"(...) Jeder Sänger wählt nun für die beiden folgenden Takte bis zum Wort "Tod" sein eigenes Tempo, ohne dabei jedoch von der angegebenen Tonhöhe abzuweichen und hält die Töne unterschiedlich lang aus (z. B.: 4, 6, 8, 10 oder auch 12 Sekunden für jede Note).
- Beim Wort "Tod" treffen sich alle und halten den Akkord so lange, bis er rein in Es-Dur klingt.
- Bei Takt 3 beginnt der Sopran zuerst, Alt Tenor und Bass setzen 4 Sekunden später ein. Wiederum wählt jeder Sänger sein individuelles Tempo. Treffpunkt ist das Wort "Ruh" (...)

Auch die Anweisungen zu der Dynamik unterscheiden sich stark.
Während die Erstausgabe mit ihrem verbindlichen Regelwerk das Prinzip des mittelalterlichen Proportionskanons aufgreift, basiert die Helbling-Ausgabe vielmehr auf dem Prinzip der individuellen Improvisation.
Nystedt ist übrigens nicht der erste Komponist, der ein Werk von Bach auf diese Weise bearbeitet hat. Bereits ein Jahrzehnt zuvor hatte der amerikanische Komponist und Dirigent Edwin London unter dem Titel "Bach (Again)" ein ähnliches Konzept der individuellen Improvisation als Beispiel dafür entwickelt, "... wie man alle Bach-Choräle durch kreative Ausschmückung umgestalten könnte". Auch wenn London sich auf "alle Bach-Choräle" bezieht, besonders populär wurde die "Bach (Again)"-Version von Komm, süßer Tod (Come sweet death) in der Bearbeitung von Rhonda Sandberg. Mit diesem Arrangement tritt beispielsweise der amerikanische Komponist und Dirigent Eric Whitacre weltweit als Gastdirigent auf.
Das Werk wurde als Theologie beschrieben, die in Klang ihren Ausdruck findet, indem sie den Begriff „zeitlos“ wörtlich nimmt und damit einen flüchtigen Eindruck von Ewigkeit vermittelt („glimpse … of eternity“).

## Einspielungen und Aufführungspraxis
Nystedt empfahl, die Chormitglieder im Kreis um die Zuhörer aufzustellen.
1996 nahmen die Holst Singers unter Leitung von Stephen Layton bei Hyperion Immortal Bach auf, wobei dem Raumklang besondere Aufmerksamkeit galt. Diese Aufnahme ist mit 6:41 min besonders langsam und gilt als gelungene Umsetzung.
Der Norske Solistkor nahm 2015 unter Leitung von Nystedts Nachfolgerin Grete Pedersen Musik von Bach und Nystedt in der Ris kirke in Oslo auf. Immortal Bach bildet den Abschluss der bei BIS veröffentlichten Einspielung, allerdings in einem Arrangement von Pedersen, in dem die Stimmen durch Streicher hervorgehoben werden. Dieses Arrangement bezeichnete ein Rezensent als schwer mit dem ursprünglichen Konzept Nystedts vereinbar, da die Instrumente dominieren und der Stimmklang sich beim Hören nicht anhaltend mischt. Von Pedersen existiert ein weiteres Arrangement für Brassband, op 153c.
2017 spielte Simone Rubino ein Perkussions-Arrangement von Immortal Bach für vier Marimbas ein, das er auf Genuin veröffentlichte.